# Lewan Gogricziani
Lewan Gogricziani (gruz. ლევან გოგრიჭიანი ;ur. 14 października 1993) – gruziński zapaśnik startujący w stylu wolnym. Dziewiąty w Pucharze Świata w 2014. Trzeci na ME kadetów w 2009 roku.